# Landschaftsschutzgebiet Rothenbachtal
Das Landschaftsschutzgebiet Rothenbachtal mit 19,8 ha Flächengröße liegt im Stadtgebiet Lage zwischen Müssen und Hüntrup. Es wurde 2006 mit dem Landschaftsplan Lage durch den Kreistag des Kreises Lippe als Landschaftsschutzgebiet (LSG) ausgewiesen. Die Hüntrupstraße zerteilt das Schutzgebiet. Das Naturschutzgebiet Abgrabung Retlager Bach grenzt östlich direkt an.

## Beschreibung
Das LSG umfasst den etwa 900 m langen Oberlauf des Rothenbaches mit Umlandbereichen.  
Der Landschaftsplan Lage führt zum Landschaftsschutzgebiet aus: „Das Rothenbachtal bietet Lebensraum für vom Aussterben bedrohte Tier- und Pflanzenarten. Das Gebiet hat regionale Bedeutung als Kern-und Vernetzungsbiotop für Lebensgemeinschaften der Bachaue und des Feuchtgrünlandes und liegt innerhalb der Biotopverbundfläche der LÖBF NRW Rothenbach“.

## Schutzzwecke für das LSG
Laut Landschaftsplan erfolgte die Ausweisung des LSG
- „zur Erhaltung und Wiederherstellung der Leistungsfähigkeit des Naturhaushaltes in ökologisch besonders wertvoll strukturierten Bereichen mit Wasser-, Klima- und Biotopschutzfunktionen,“
- „zur Erhaltung und Wiederherstellung von Quellbereichen und naturnahen Fließgewässern, Wald- und Grünlandbereichen unterschiedlicher Feuchtestufen, Feldgehölzen, Hecken und Obstwiesen,“
- „zur Erhaltung morphologisch ausgeprägter Bereiche zur Sicherung der landschaftlichen Eigenart und Vielfalt für die Erholung,“
- „zur Erhaltung wertvoller Biotopkomplexe aus Wald-Grünlandbereichen, Fließgewässern und Quellen sowie Biotopen nach § 62 LG mit wichtigen Refugial-, Puffer-, Trittstein- und Vernetzungsfunktionen,“
- „zur Erhaltung und Wiederherstellung wichtiger Rückzugsräume für die bedrohte Tier- und Pflanzenwelt,“
- „zur Sicherung der das Orts- und Landschaftsbild gliedernden und belebenden und die dörflichen Siedlungsstrukturen prägenden Freiraumelemente.“[1]

## Rechtliche Vorschriften
Im Landschaftsschutzgebiet ist unter anderem das Errichten von Bauten und Fischteichen verboten. Grün- und Brachland darf nicht in eine andere Nutzungsart umgewandelt oder umgebrochen werden.